# Callopanchax
 Callopanchax és un gènere de peixos de la família Aplocheilidae i de l'ordre dels ciprinodontiformes.

## Taxonomia
- Callopanchax huwaldi (Berkenkamp & Etzel, 1980)
- Callopanchax monroviae (Roloff & Ladiges, 1972)
- Callopanchax occidentalis (Clausen, 1966)
- Callopanchax toddi (Clausen, 1966)[1][2]